# 桑名義治
桑名 義治（くわな よしはる、1930年3月18日 - 2021年1月2日）は、日本の元政治家。元公明党衆議院議員（1期）、参議院議員（2期）。

## 経歴
福岡県出身。1956年明治大学法学部卒。福岡県議を経て、1969年の第32回衆議院議員総選挙で福岡4区から公明党公認で立候補して当選。1972年の第33回衆議院議員総選挙で落選。1974年の第10回参議院議員通常選挙で福岡県選挙区から公明党公認で立候補して当選。2期務める。参議院運輸委員長、党中央委員などを歴任した。1986年の第14回参議院議員通常選挙で落選した。
2021年1月2日11時35分、誤嚥性肺炎のため、北九州市内の病院で死去。90歳没。